# Parafia św. Stanisława w Starej Wsi
św. Stanisława Biskupa Męczennika w Starej Wsi – parafia rzymskokatolicka w Starej Wsi.
Parafia erygowana 15 lipca 1932 r. przez bpa Mariana Fulmana. Na jej obszarze znalazły się wioski poprzednio należące do parafii Bychawa i Boża Wola. Kilkunastu miejscowych gospodarzy ofiarowało nowej parafii 4 ha ziemi (dawne pastwiska). Początkowo parafia należała do dek. Turobin. Dawniej na tym terenie istniał kościół narodowy, do którego należało ok. 100 wiernych.
Plebania drewniana, remontowana w latach 1975–1976 oraz 1991. Archiwum parafialne zawiera m.in. akta metrykalne od założenia parafii i kronikę parafii.

## Zasięg parafii
Do parafii należą wierni z następujących miejscowości: Karolin, Nikodemów, Stara Wieś Pierwsza,  Stara Wieś Druga,  Stara Wieś Trzecia.